# 丹陽北駅
丹陽北駅 （たんようきたえき、英語Danyang North Railway Station、中国語:丹阳北站） は、中国の江蘇省丹陽市にある駅である。この駅は京滬高速鉄道の列車が発着する。

## 所属路線
- 中国国鉄
  - 京滬高速鉄道：北京南駅より1112km、上海虹橋駅まで190km

## 歴史
- 2011年6月30日 - 京滬高速鉄道が開業

## 駅構造
島式ホーム2面4線の高架駅である。

## 隣の駅
中国国鉄
京滬高速鉄道
鎮江南駅 - 丹陽北駅 - 常州北駅